# Steichen (cràter)

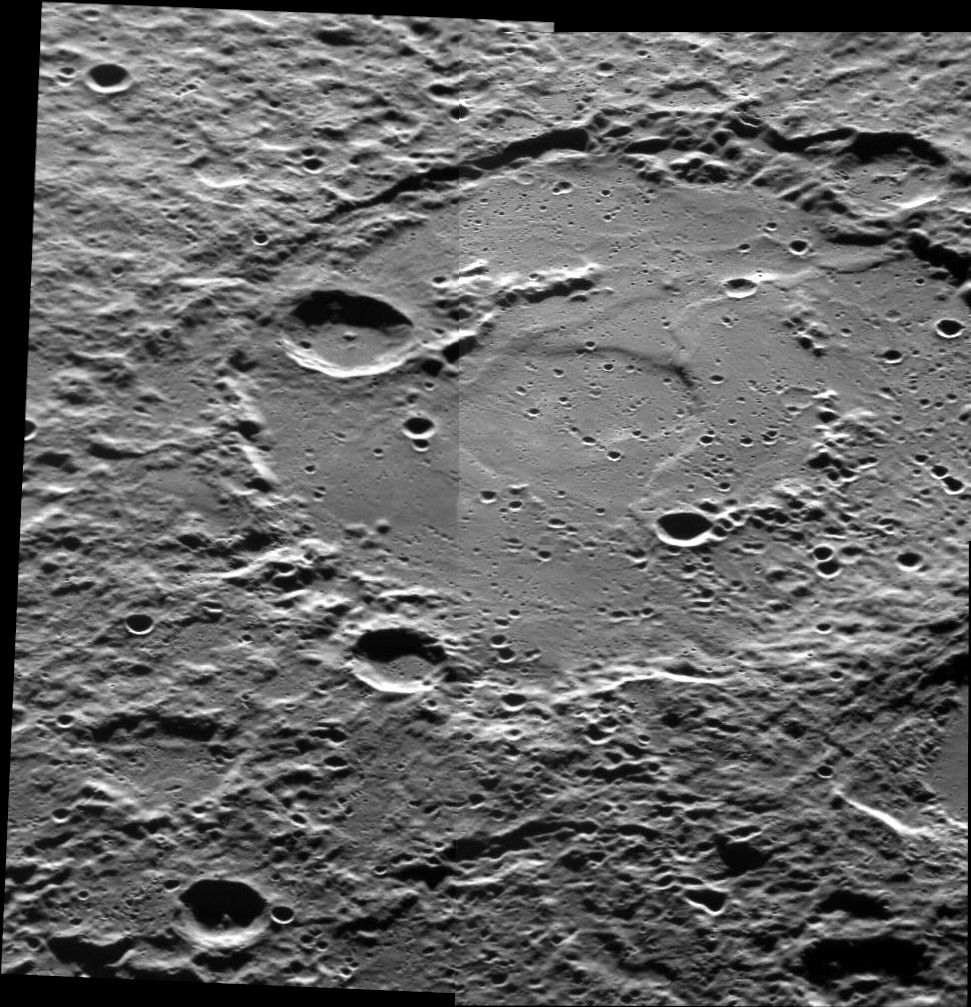

Steichen és un cràter d'impacte en el planeta Mercuri de 196 km de diàmetre. Porta el nom del fotògraf estatunidenc Edward Steichen (1879-1973), i el seu nom va ser aprovat per la Unió Astronòmica Internacional el 2010.